# Love in an Elevator
Love In An Elevator är en låt av Aerosmith skriven av Steven Tyler och Joe Perry. Låten finns med på deras studioalbum Pump från 1989 och den första singel från albumet som nådde plats nummer 5 på Billboard Hot 100. Musikvideon till låten börjar med att en dam säger "Oh, Good Morning Mr Tyler, Going Down" och Tyler går in i en hiss. Under videon spelar bandet på olika varohus scener.

## Övrigt
Låten framfördes i Dansbandskampen 2009 av Shake, då Poodles och hårdrock var kvällens tema i deltävlingens andra omgång.